# برنهارد رومب
برنهارد رومب (بالإنجليزية: Bernhard Rumpe)‏ (مواليد 1967) وهو عالم حاسوب ألماني، وأستاذ علوم الكمبيوتر ورئيس قسم هندسة البرمجيات في الجامعة التقنية الراينية الفستفالية. ركز رومب في أبحاثه على «التقنيات والأساليب والأدوات اللازمة لإنشاء برامج بجودة عالية بقدر الإمكان»

## حياته
ولد برنهارد رومب وترعرع في آبنسبرغ بألمانيا. ذهب برنهارد إلى مدرسة أفينتينوس الابتدائية في أبينسبيرج، ومن 1977 حتى 1986 في دوناو جيمنازيوم كيلهايم ومن عام 1987 إلى عام 1992 درس علوم الكمبيوتر والرياضيات في جامعة ميونخ التقنية (TUM). وفي عام 1992، أصبح مساعدًا بحثيًا في هندسة البرمجيات والنظم في جامعة ميونخ التقنية (TUM)، وفي عام 1996 حصل على درجة الدكتوراه، وفي عام 2003 حصل على شهادة التأهل للأستاذية في علوم الكمبيوتر.
من عام 2003 إلى عام 2008، ترأس رومب معهد هندسة أنظمة البرمجيات في جامعة براونشفايغ التقنية (TUBS). وفي عام 2007 ترأس مشاركة الجامعة في DARPA Urban Challenge. منذ أوائل عام 2009، شغل منصب رئيس قسم هندسة البرمجيات في جامعة RWTH Aachen وفي عام 2001 أسس شركة سبرغنر مع زميله روبرت فرانس وهعمل هناك كمدير تحرير.
ساهم رومب في علم المعاني (لسانيات) واستخدام لغات النمذجة في تطوير البرمجيات (المتطلبات، الهندسة المعمارية، توليد الكود، تكوين النظام، إدارة الجودة) على أساس العمل الذي بدأته مجموعته والتي تسمى "Language Workbench Monticore".

## وصلات خارجية
- Homepage at RWTH Aachen University
- Literature and Research Topics
- MontiCore Language Workbench
- Bernhard Rumpe Google Scholar profile